# 2S1 그보즈디카

## 개발
냉전 시기 소련은 자주포 개발에 박차를 가한다. 그리하여 1967년부터 개발이 시작되었고 1969년에 시제 차량이 만들어졌다. 1971년 육군의 제식장비로 채용되었고, 1972년부터 양산이 시작되어 마침내 7년만인 1974년부터 실전배치되기 시작했다. 서방에서는 M1974로 부르며, 핀란드의 경우에는 PsH 74로 부른다.
2S1 자주포는 MT-LB 장갑차에 122mm 곡사포를 탑재한 자주포이다.

## 운용국
- 소련
- 폴란드
- 체코
- 러시아 - 1725대 운용중
- 우크라이나
- 벨라루스
- 카자흐스탄
- 베트남 - 260대 운용중

## 같이 보기
- 2S3
- 2S5
- 2S19
- M109